# Epitrachelion

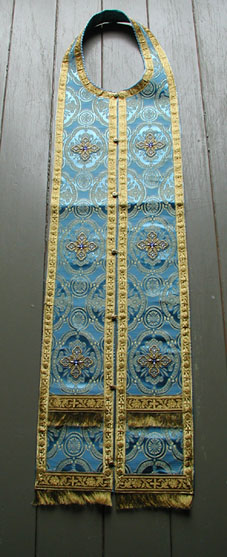

Epitrachelion, též epitrachilion či epitrachil (řecky ἐπιτραχήλιον - okolo krku, církevněslovansky jepitrachil, v 2. pádě jednotného čísla: epitrachelia) je součást liturgického kněžského oděvu východních církví byzantského obřadu. 

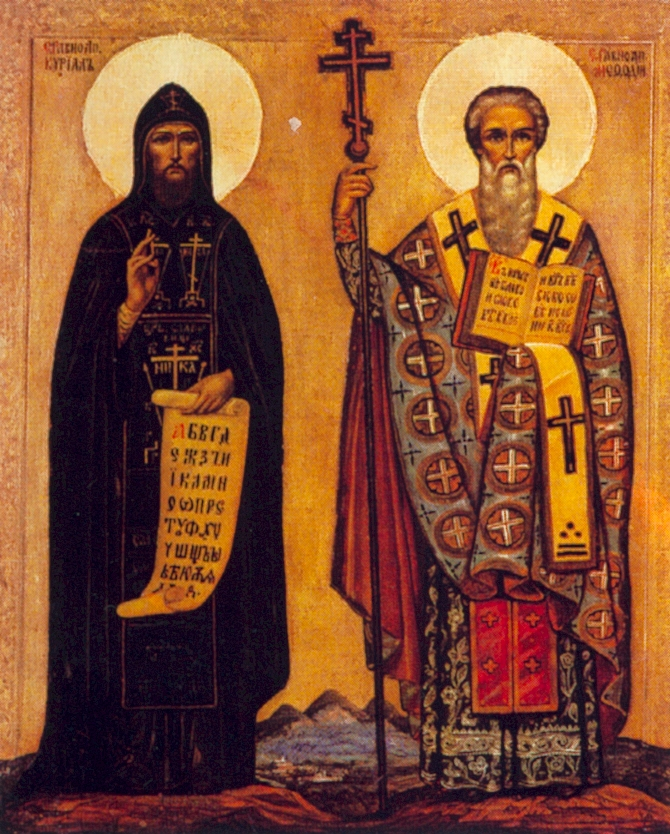
Metoděj (vpravo) s epitracheliem, ruská ikona, 19. století

## Charakteristika
Epitrachil je ekvivalentem štóly, v římskokatolické církvi používané presbytery (kněžími) a biskupy při liturgii. Povinně musí být značen alespoň dvěma, nejčastěji však sedmi kříži, symbolizujícími sedm svátostí. Též může být zdobený další ornamentální či figurální výšivkou. 
Podobně jako římskokatolická štóla je symbolem kněžství. Historickým ekvivalentem epitrachelia je diákonský orarion - v obou případech je základní šat okolo šíje (orarion podobně je jako štóla zakončený dvěma dolů visícími konci).